# Орхей
Орхѐй (на румънски: Orhei; на руски: Орге́ев; на идиш: אוריװ, Урив) е град в Молдова. Населението му е 33 500 жители (2012 г.). Площта му е 8,5 км². Намира се в часова зона UTC+2 на 50 км северно от столицата Кишинев. Една от теориите за името на града е, че е с унгарски произход.

## Спорт
Представителният футболен отбор на града носи името ФК Милсами.